# Stary Kostrzynek (przystanek kolejowy)
Stary Kostrzynek – zlikwidowany przystanek osobowy w Starym Kostrzynku, w województwie zachodniopomorskim, w Polsce.